# Relações entre Estados Unidos e Irã
Atualmente não existem relações diplomáticas entre os Estados Unidos e Irã. Devido a uma relação deteriorada entre os dois países, ao invés de troca de embaixadores, o Irã mantém uma seção de interesses na embaixada do Paquistão em Washington, D.C., enquanto que os Estados Unidos, desde 1980, mantém uma seção de interesses na embaixada da Suíça, em Teerã.
As relações entre os dois países começaram em meados do Século XIX. Inicialmente, enquanto o Irã era muito cauteloso com os interesses coloniais britânicos e russos durante o Grande Jogo, os Estados Unidos eram vistos como a potência mais confiável do Ocidente, e os americanos Arthur Millspaugh e Morgan Shuster foram ainda nomeados tesoureiros-geral pelos xás do tempo. Durante a Segunda Guerra Mundial, o Irã foi invadido pelo Reino Unido e a União Soviética, ambos aliados dos Estados Unidos, mas as relações continuaram sendo positivas após a guerra até os últimos anos do governo de Mohammed Mossadegh, que foi derrubado por um golpe organizado pela CIA. Isto foi seguido por uma era de estreita aliança entre o regime do xá Mohammad Reza Pahlavi e o governo americano, que por sua vez foi seguido por uma reversão dramática e hostilidades entre os dois países após a Revolução Iraniana de 1979.
As opiniões divergem sobre o que causou as décadas de más relações. As explicações iranianas incluem tudo, desde o conflito natural e inevitável entre a Revolução Islâmica, de um lado, e da arrogância americana e desejo de hegemonia global, de outro. Outras explicações incluem a necessidade do governo iraniano de um bicho-papão externo para fornecer um pretexto à repressão doméstica contra as forças pró-democráticas e para vincular o governo a seu eleitorado fiel.
Os temores americanos de que o Irã estivesse desenvolvendo armas nucleares foram um fator importante nas relações desde a revolução de 1979.
Desde 1995, os Estados Unidos vem mantendo um embargo ao comércio com o Irã.

## História

### As relações iniciais

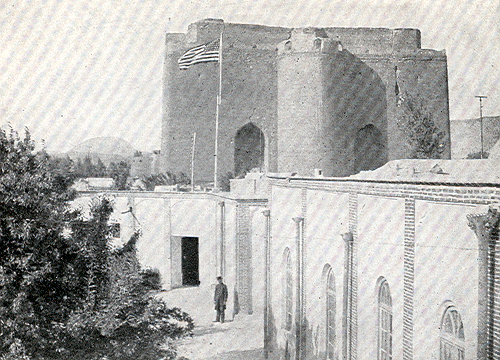
O Consulado dos Estados Unidos em Tabriz esteve na linha de fogo durante a Revolução Constitucional Persa. Enquanto a cidade estava sendo atacada e bombardeada por 4.000 tropas russas em dezembro de 1911, alguns norte-americanos, como Howard Baskerville, pegaram em armas, em auxílio aos iranianos.

As relações políticas entre a Pérsia e os Estados Unidos "começaram quando o Xá da Pérsia, Naceradim Xá Cajar, oficialmente enviou o primeiro embaixador da Pérsia, Mirza Abolhasan Shirazi, para Washington, D.C. em 1856." Em 1883, Samuel Benjamin foi nomeado pelos Estados Unidos como o primeiro enviado diplomático oficial para o Irã, no entanto, as relações entre os embaixadores não foram estabelecidas até 1944.
Os norte-americanos haviam viajado ao Irã desde o início de 1880, antes mesmo que as relações políticas existissem entre os dois. Justin Perkins e Asael Grant foram os primeiros missionários a serem enviados à Pérsia, em 1834, através da Câmara Americana de Comissários para as Missões Exteriores.
Amir Kabir, primeiro-ministro sob Naceradim Xá Cajar, também iniciou contatos diretos com o governo americano em Washington. Até o final do Século XIX, as negociações estavam em andamento para uma companhia americana para estabelecer um sistema ferroviário do Golfo Pérsico a Teerã.
Até a Segunda Guerra Mundial, as relações entre o Irã e os Estados Unidos continuaram a ser cordiais. Como resultado, muitos iranianos simpatizantes da Revolução Constitucional da Pérsia passaram a ver os Estados Unidos como uma "terceira força" na sua luta para se libertar da dominação britânica e russa nos assuntos persas. Os líderes industriais e empresariais norte-americanos eram favoráveis aos rumos da Pérsia para modernizar a sua economia e libertar-se da influência britânica e russa.

### Reinado de Mohammad Reza Pahlavi

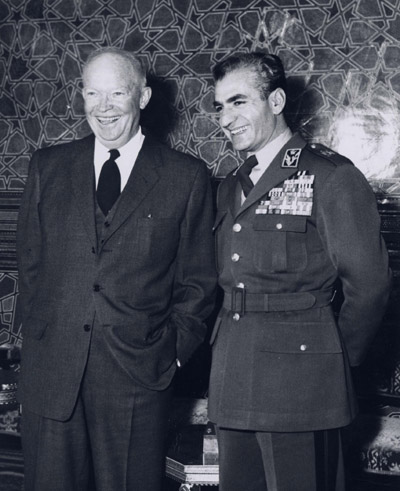
O presidente Dwight D. Eisenhower com o Xá Mohammad Reza Pahlavi

O Xá Mohammad Reza Pahlavi manteve laços estreitos com os Estados Unidos durante a maior parte de seu reinado, que durou de 1941 até ser derrubado pela Revolução Islâmica em 1979. Ele perseguiu uma ocidentalização, modernização da política econômica e uma política externa fortemente pró-ocidental; ele também fez uma série de visitas aos Estados Unidos, onde era considerado como um amigo.
A extensa fronteira do Irã com o rival dos Estados Unidos na Guerra Fria, a União Soviética, e sua posição como o maior e mais poderoso país no rico em petróleo Golfo Pérsico, fez do Irã um "pilar" da política externa norte-americana no Oriente Médio. Antes da Revolução Iraniana de 1979, muitos estudantes iranianos residiam nos Estados Unidos.

### A Revolução de 1979
A Revolução Iraniana de 1979, que derrubou o regime monárquico  pró-Estados Unidos de Reza Pahlevi e substituiu-o pela república islâmica liderada  pelo antiamericano Aiatolá Ruhollah Khomeini, surpreendeu o governo dos Estados Unidos, o seu Departamento de Estado e os serviços de inteligência, que "subestimaram a magnitude e implicações de longo prazo desta agitação ". Seis meses antes da revolução, a CIA havia produzido um relatório, afirmando que "a Pérsia não está em uma situação revolucionária, nem mesmo  pré-revolucionária".
Os revolucionários islâmicos desejavam extraditar e executar o deposto xá Reza, e o presidente Jimmy Carter se recusou a lhe dar qualquer apoio adicional ou auxílio para devolvê-lo ao poder. O xá, sofrendo de câncer, solicitou entrada nos Estados Unidos para o tratamento. A embaixada americana em Teerã se opôs ao pedido, pois eles tinham a intenção de estabilizar as relações entre os Estados Unidos e o novo governo revolucionário do Irã. Apesar de concordar com os funcionários da embaixada americana, Carter cedeu à pressão de Henry Kissinger, David Rockefeller e outras figuras políticas favoráveis ao xá, o que acentuou o sentimento dos iranianos de que o antigo monarca fora, de fato, um instrumento dos interesses americanos no Irã. Na violenta retórica revolucionária, os Estados Unidos passam a ser referidos como "o Grande Satã".  Essa escalada do antiamericanismo  irá culminar com a invasão da embaixada americana por estudantes radicais.

### Morte do general iraniano Qasem Suleimani

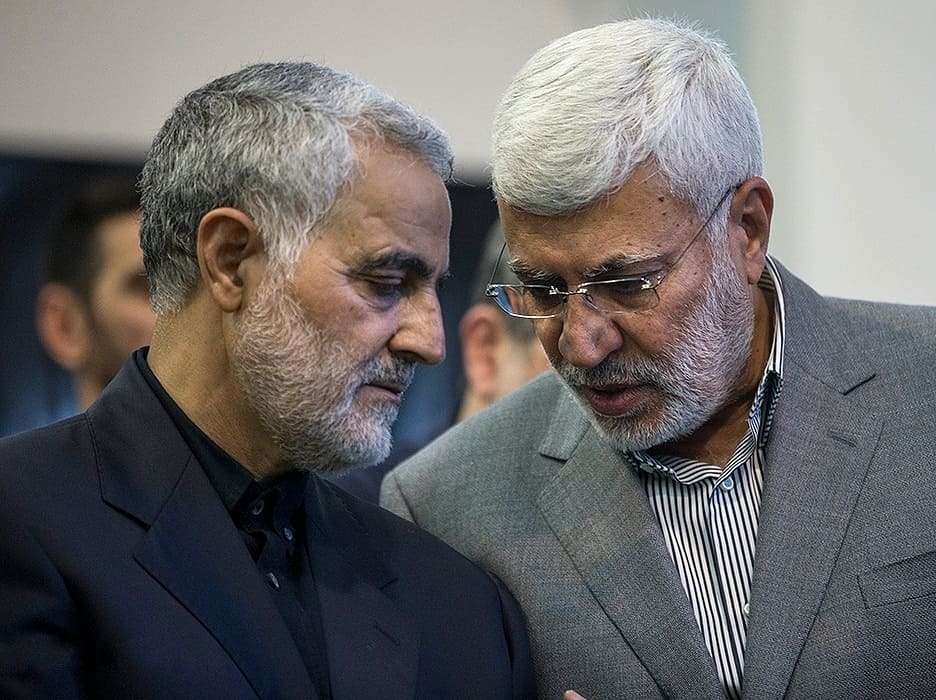
Qasem Soleimani (dir) e Abu Mahdi al-Muhandis (esq).

Em 3 de janeiro de 2020, o presidente Donald Trump, autorizou um ataque aéreo por meio de um drone MQ-9 Reaper contra um comboio que viajava perto do Aeroporto Internacional de Bagdá. O ataque causou a morte de dez passageiros, incluindo o general iraniano Qasem Soleimani, o vice-comandante das Forças de Mobilização Popular do Iraque, Abu Mahdi al-Muhandis, além de quatro altos oficiais iranianos e quatro oficiais iraquianos. Trump alegou que Soleimani tem cometido atos de terror para desestabilizar o Oriente Médio nos últimos 20 anos. O Irã emitiu um alerta aos Estados Unidos ao levantar uma bandeira vermelha sobre a Mesquita de Jamkaran, como símbolo de uma "dura vingança" que estaria por vir.